# Ove Österberg
Ove Österberg – szwedzki żużlowiec.
Złoty medalista młodzieżowych indywidualnych mistrzostw Szwecji (Visby 1983). Trzykrotny medalista drużynowych mistrzostw Szwecji: złoty (1990) oraz dwukrotnie brązowy (1986, 1987). Finalista indywidualnych mistrzostw Szwecji (Karlstad 1984 – XV miejsce). Dwukrotny finalista mistrzostw Szwecji par klubowych (1983 – VI-VII miejsce, 1985 – VI miejsce).
W lidze szwedzkiej reprezentował barwy klubów: Indianerna Kumla (1982–1987, 1990) oraz Buddys Örebro SF (1993).